# CSKA Moskva
CSKA Moskva (rusky ЦСКА Москва), oficiálně Centralnyj sportivnyj klub Armii (CSKA, rusky Центральный спортивный клуб Армии, ЦСКА, tj. Centrální armádní sportovní klub) je sportovní klub v Moskvě při ruském ministerstvu obrany. Založen byl v roce 1923, současný název nese od roku 1960. Jeho sportovci působí v desítkách sportů a získali množství olympijských medailí i cenných kovů na světových a kontinentálních šampionátech.
Mezi profesionální kluby v týmových sportech, které původně působily v rámci CSKA, avšak nyní nejsou jeho součástí, patří:
- PFK CSKA Moskva – mužský fotbalový klub, vznikl 1911
- CSKA Moskva – mužský lední hokejový klub, vznikl 1946
- PBC CSKA Moskva – mužský basketbalový klub, vznikl 1923